# Liste der Mitglieder des Senats im 32. Kongress der Vereinigten Staaten
Die Senatoren im 32. Kongress der Vereinigten Staaten wurden zu einem Drittel 1850 und 1851 neu gewählt. Vor der Verabschiedung des 17. Zusatzartikels 1913 wurde der Senat nicht direkt gewählt, sondern die Senatoren wurden von den Parlamenten der Bundesstaaten bestimmt. Jeder Staat wählt zwei Senatoren, die unterschiedlichen Klassen angehören. Die Amtszeit beträgt sechs Jahre, alle zwei Jahre wird für die Sitze einer der drei Klassen gewählt. Zwei Drittel des Senats bestehen daher aus Senatoren, deren Amtszeit noch andauert.
Die Amtszeit des 32. Kongresses ging vom 4. März 1851 bis zum 3. März 1853. Seine erste Tagungsperiode fand vom 1. Dezember 1851 bis zum 31. August 1852 in Washington, D.C. statt, die zweite vom 6. Dezember 1852 bis zum 3. März 1853. Vorher fand bereits vom 4. März bis zum 13. März 1851 eine Sondersitzung statt.

## Zusammensetzung und Veränderungen
Im 31. Kongress saßen am Ende seiner Amtszeit 36 Demokraten, 24 Whigs und zwei Senatoren der Free Soil Party. Bei den Wahlen 1850 und 1851 gewannen die Demokraten drei Sitze von den Whigs und verloren zwei Sitze an diese. Mehrere Staatsparlamente konnten sich nicht einigen, was die Demokraten drei, die Whigs zwei Sitze kostete. Damit sank die Mehrheit der Demokraten auf 34 gegen 21 Whigs und zwei Free Soiler, fünf Sitze waren vakant. Drei der vakanten Sitze wurden noch im Frühjahr 1851 wieder besetzt, zwei davon gingen an die Whigs, einer an Free Soil. Damit hatte die Demokraten 34 Sitze, die Whigs 23, Free Soil drei, zwei Sitze waren weiterhin vakant. Bei Nachwahlen ging jeweils ein Sitz von den Demokraten an die Whigs und umgekehrt, die beiden vakanten Sitze gingen an die Demokraten. Damit lag deren Mehrheit bei 36 Sitzen gegen 23 Whigs und drei Free Soiler. Kurz vor Ende des 32. Kongresses trat ein demokratischer Senator zurück, ohne dass sofort eine Nachwahl stattfand, damit fiel deren Mehrheit auf 35 gegen 23 Whigs und drei Free Soiler, ein Sitz blieb vakant.

## Spezielle Funktionen
Nach der Verfassung der Vereinigten Staaten ist der Vizepräsident der Vorsitzende des Senats, ohne ihm selbst anzugehören. Bei Stimmengleichheit gibt seine Stimme den Ausschlag. Während des 32. Kongresses war das Amt vakant, da der bisherige Vizepräsident Millard Fillmore nach dem Tod von Zachary Taylor selbst Präsident geworden war. Im Gegensatz zur heutigen Praxis leitete der Vizepräsident bis ins späte 19. Jahrhundert tatsächlich die Senatssitzungen. Ein Senator wurde zum Präsidenten pro tempore gewählt, der bei Abwesenheit des Vizepräsidenten den Vorsitz übernahm. Vom 4. März 1851 bis zum 20. Dezember 1852 war William R. King Präsident pro tempore, vom 20. Dezember 1852 bis zum Ende des Kongresses am 3. März 1853 war es David R. Atchison. Nach der damaligen Regelung der Nachfolge des Präsidenten wären King bzw. Atchison amtierender Präsident geworden, wäre Fillmore ausgefallen.

## Liste der Senatoren
Unter Partei ist vermerkt, ob ein Senator der Demokratischen Partei, der Whig Party oder der Free Soil Party angehörte. Unter Staat sind die Listen der Senatoren des jeweiligen Staats verlinkt. Die reguläre Amtszeit richtet sich nach der Senatsklasse: Senatoren der Klasse I waren bis zum 3. März 1857 gewählt, die der Klasse II bis zum 3. März 1853 und die der Klasse III bis zum 3. März 1855. Das Datum gibt an, wann der entsprechende Senator in den Senat aufgenommen wurde, eventuelle frühere Amtszeiten nicht berücksichtigt. Unter Sen. steht die fortlaufende Nummer der Senatoren in chronologischer Ordnung, je niedriger diese ist, umso größer ist in der Regel die Seniorität des Senators. Die Tabelle ist mit den Pfeiltasten sortierbar.
| Senator                | Partei              | Staat          | Klasse | Datum         | Sen. | Anmerkung                                                                             |
| ---------------------- | ------------------- | -------------- | ------ | ------------- | ---- | ------------------------------------------------------------------------------------- |
| Jeremiah Clemens       | Demokrat            | Alabama        | II     | 30. Nov. 1849 | 474  |                                                                                       |
| William R. King        | Demokrat            | Alabama        | III    | 1. Juli 1848  | 232  | trat am 20. Dezember 1852 zurück Präsident pro tempore früher im 16. bis 28. Kongress |
| Benjamin Fitzpatrick   | Demokrat            | Alabama        | III    | 14. Jan. 1853 | 461  | ernannt und gewählt als Nachfolger von King früher im 30. bis 31. Kongress            |
| William K. Sebastian   | Demokrat            | Arkansas       | II     | 12. Mai 1848  | 455  |                                                                                       |
| Solon Borland          | Demokrat            | Arkansas       | III    | 30. März 1848 | 454  |                                                                                       |
| Isaac Toucey           | Zugewinn Demokraten | Connecticut    | I      | 12. Mai 1852  | 500  |                                                                                       |
| Truman Smith           | Whig                | Connecticut    | III    | 4. März 1849  | 471  |                                                                                       |
| James A. Bayard        | Demokrat            | Delaware       | I      | 4. März 1851  | 484  |                                                                                       |
| Presley Spruance       | Whig                | Delaware       | II     | 4. März 1847  | 447  | früher im 18. und 19. Kongress                                                        |
| Stephen R. Mallory     | Demokrat            | Florida        | I      | 4. März 1851  | 491  |                                                                                       |
| Jackson Morton         | Whig                | Florida        | III    | 4. März 1849  | 468  |                                                                                       |
| John M. Berrien        | Whig                | Georgia        | II     | 14. Nov. 1845 | 264  | trat am 28. Mai 1852 zurück früher im 19. und 27. bis 29. Kongress                    |
| Robert M. Charlton     | Demokrat            | Georgia        | II     | 31. Mai 1852  | 501  | ernannt als Nachfolger von Berrien                                                    |
| William Crosby Dawson  | Whig                | Georgia        | III    | 4. März 1849  | 467  |                                                                                       |
| Stephen A. Douglas     | Demokrat            | Illinois       | II     | 4. März 1847  | 441  |                                                                                       |
| James Shields          | Demokrat            | Illinois       | III    | 27. Okt. 1849 | 473  |                                                                                       |
| Jesse D. Bright        | Demokrat            | Indiana        | I      | 4. März 1845  | 419  |                                                                                       |
| James Whitcomb         | Demokrat            | Indiana        | III    | 4. März 1849  | 472  | starb am 4. Oktober 1852                                                              |
| Charles W. Cathcart    | Demokrat            | Indiana        | III    | 23. Nov. 1852 | 504b | ernannt als Nachfolger von Whitcomb                                                   |
| John Pettit            | Demokrat            | Indiana        | III    | 11. Jan. 1853 | 505c | gewählt als Nachfolger von Whitcomb                                                   |
| George W. Jones        | Demokrat            | Iowa           | II     | 7. Dez. 1848  | 463  |                                                                                       |
| Augustus C. Dodge      | Demokrat            | Iowa           | III    | 7. Dez. 1848  | 462  |                                                                                       |
| John B. Weller         | Demokrat            | Kalifornien    | I      | 30. Jan. 1852 | 496  |                                                                                       |
| William M. Gwin        | Demokrat            | Kalifornien    | III    | 9. Sep. 1850  | 481  |                                                                                       |
| Joseph R. Underwood    | Whig                | Kentucky       | II     | 4. März 1847  | 448  |                                                                                       |
| Henry Clay             | Whig                | Kentucky       | III    | 4. März 1849  | 134  | starb am 29. Juni 1852 früher im 9., 11. und 22. bis 27. Kongress                     |
| David Meriwether       | Demokrat            | Kentucky       | III    | 6. Juli 1852  | 502  | ernannt als Nachfolger von Clay                                                       |
| Archibald Dixon        | Whig                | Kentucky       | III    | 1. Sep. 1852  | 503  | gewählt als Nachfolger von Clay                                                       |
| Solomon W. Downs       | Demokrat            | Louisiana      | II     | 4. März 1847  | 442  |                                                                                       |
| Pierre Soulé           | Demokrat            | Louisiana      | III    | 4. März 1849  | 437  | früher im 29. Kongress                                                                |
| Hannibal Hamlin        | Demokrat            | Maine          | I      | 8. Juni 1848  | 456  |                                                                                       |
| James W. Bradbury      | Demokrat            | Maine          | II     | 4. März 1847  | 439  |                                                                                       |
| Thomas Pratt           | Whig                | Maryland       | I      | 12. Jan. 1850 | 476  |                                                                                       |
| James Pearce           | Whig                | Maryland       | III    | 4. März 1843  | 407  |                                                                                       |
| Charles Sumner         | Free Soil           | Massachusetts  | I      | 24. Apr. 1851 | 494  |                                                                                       |
| John Davis             | Whig                | Massachusetts  | II     | 24. März 1845 | 340  | früher im 24. bis 26. Kongress                                                        |
| Lewis Cass             | Demokrat            | Michigan       | I      | 4. März 1849  | 420  | früher im 29. bis 30. Kongress                                                        |
| Alpheus Felch          | Demokrat            | Michigan       | II     | 4. März 1847  | 443  |                                                                                       |
| Jefferson Davis        | Demokrat            | Mississippi    | I      | 10. Aug. 1847 | 449  | trat am 23. September 1851 zurück                                                     |
| John J. McRae          | Demokrat            | Mississippi    | I      | 1. Dez. 1851  | 495  | ernannt als Nachfolger von Davis                                                      |
| Stephen Adams          | Demokrat            | Mississippi    | I      | 17. März 1852 | 498  | gewählt als Nachfolger von Davis                                                      |
| Henry S. Foote         | Demokrat            | Mississippi    | II     | 4. März 1847  | 444  | trat am 8. Januar 1852 zurück                                                         |
| Walker Brooke          | Whig                | Mississippi    | II     | 18. Feb. 1852 | 497  | gewählt als Nachfolger von Foote                                                      |
| Henry S. Geyer         | Whig                | Missouri       | I      | 4. März 1851  | 486  |                                                                                       |
| David R. Atchison      | Demokrat            | Missouri       | III    | 14. Okt. 1843 | 411  | Präsident pro tempore                                                                 |
| John P. Hale           | Free Soila          | New Hampshire  | II     | 4. März 1847  | 445  |                                                                                       |
| Moses Norris           | Demokrat            | New Hampshire  | III    | 4. März 1849  | 469  |                                                                                       |
| Robert F. Stockton     | Demokrat            | New Jersey     | I      | 4. März 1851  | 492  | trat am 1. Januar 1853 zurück                                                         |
| Jacob W. Miller        | Whig                | New Jersey     | II     | 4. März 1841  | 390  |                                                                                       |
| Hamilton Fish          | Whig                | New York       | I      | 4. März 1851  | 487d |                                                                                       |
| William H. Seward      | Whig                | New York       | III    | 4. März 1849  | 470  |                                                                                       |
| Willie P. Mangum       | Whig                | North Carolina | II     | 25. Nov. 1840 | 310  | früher im 22. bis 24. Kongress                                                        |
| George E. Badger       | Whig                | North Carolina | III    | 25. Nov. 1846 | 435  |                                                                                       |
| Benjamin Wade          | Whig                | Ohio           | I      | 15. März 1851 | 493  |                                                                                       |
| Salmon P. Chase        | Free Soil           | Ohio           | III    | 4. März 1849  | 465  |                                                                                       |
| Richard Brodhead       | Demokrat            | Pennsylvania   | I      | 4. März 1851  | 485  |                                                                                       |
| James Cooper           | Whig                | Pennsylvania   | III    | 4. März 1849  | 466  |                                                                                       |
| Charles T. James       | Demokrat            | Rhode Island   | I      | 4. März 1851  | 489  |                                                                                       |
| John Hopkins Clarke    | Whig                | Rhode Island   | II     | 4. März 1847  | 440  |                                                                                       |
| Robert Rhett           | Demokrat            | South Carolina | II     | 18. Dez. 1850 | 482  | trat am 7. Mai 1852 zurück                                                            |
| William F. De Saussure | Demokrat            | South Carolina | II     | 10. Mai 1852  | 499  | ernannt als Nachfolger von Rhett                                                      |
| Andrew Butler          | Demokrat            | South Carolina | III    | 4. Dez. 1846  | 436  |                                                                                       |
| James C. Jones         | Whig                | Tennessee      | I      | 4. März 1851  | 490  |                                                                                       |
| John Bell              | Whig                | Tennessee      | II     | 22. Nov. 1847 | 451  |                                                                                       |
| Thomas J. Rusk         | Demokrat            | Texas          | I      | 21. Feb. 1846 | 433  |                                                                                       |
| Sam Houston            | Demokrat            | Texas          | II     | 21. Feb. 1846 | 432  |                                                                                       |
| Solomon Foot           | Whig                | Vermont        | I      | 4. März 1851  | 488  |                                                                                       |
| William Upham          | Whig                | Vermont        | III    | 4. März 1843  | 408  | starb am 14. Januar 1853                                                              |
| Samuel S. Phelps       | Whig                | Vermont        | III    | 17. Jan. 1853 | 374  | ernannt als Nachfolger von Upham früher im 26. bis 31. Kongress                       |
| James M. Mason         | Demokrat            | Virginia       | I      | 21. Jan. 1847 | 438  |                                                                                       |
| Robert M. T. Hunter    | Demokrat            | Virginia       | II     | 4. März 1847  | 446  |                                                                                       |
| Henry Dodge            | Demokrat            | Wisconsin      | I      | 8. Juni 1848  | 457  |                                                                                       |
| Isaac P. Walker        | Demokrat            | Wisconsin      | III    | 8. Juni 1848  | 458  |                                                                                       |

- a) Hale wurde ursprünglich als unabhängiger Demokrat gewählt.[4]
- b) Cathcart trat sein Amt nach anderen Quellen erst am 6. Dezember an.[5]
- c) Pettit trat sein Amt nach anderen Quellen erst am 18. Januar an.[6]
- d) Die Wahl von Fish wurde vom New Yorker Senat am 19. März rückwirkend für den 4. März 1851 bestätigt.[7]